# Glenea subelegantissima
Glenea subelegantissima é uma espécie de escaravelho da família Cerambycidae. Foi descrita por Stephan von Breuning em 1982.